# 里奇蒙公園 (英國國會選區)

選區在大倫敦的位置

里奇蒙公園（英語：Richmond Park），英國國會一自治市選區，包括大倫敦西南部泰晤士河畔京士頓區北部的四個地方選區和泰晤士河畔列治文區東部的七個地方選區。
始設於1997年。至2010年前當區議員皆為自民黨籍。但是在2010年大選中，保守黨的高仕文以49.7%選票擊敗自民黨的蘇珊·克萊默。自民黨於2016年透過補選取回議席，又於2017年復失予戈德史密斯，再於2019年取回。